# Aleksey Nikolayevich Krylov
Aleksey Nikolaevich Krylov (tiếng Nga: Алексе́й Никола́евич Крыло́в) (15 tháng 8 [lịch cũ 3 tháng 8] năm 1863 – 26 tháng 10 năm 1945) là một kỹ sư hải quân, nhà toán học ứng dụng và nhà viết hồi ký người Nga.

## Tiểu sử và sự nghiệp

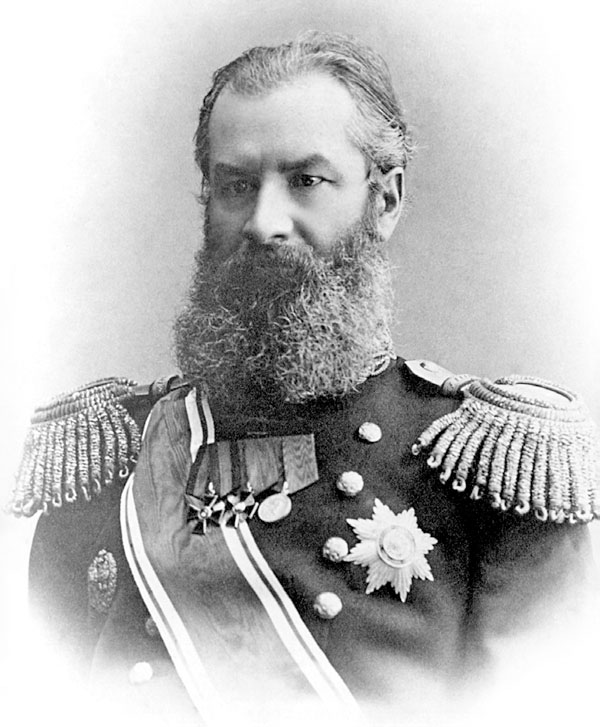
Ảnh chân dung A. N. Krylov trong thập niên 1910.

Aleksey Nikolaevich Krylov sinh ngày 3 tháng 8 (theo lịch cũ) năm 1863 trong một gia đình của một sĩ quan pháo binh tại làng Akhmatovo gần thị trấn Alatyr của Simbirsk Gubernia thuộc đế quốc Nga. Gia đình của A. N. Krylov thuộc diện nghèo, nhưng vì cha ông là sĩ quan quân đội nên Krylov may mắn được hưởng một chương trình giáo dục miễn phí.
Năm 1878, Krylov theo học trường hải quân (Морское училище) in 1878 và tốt nghiệp với chứng chỉ đặc biệt vào năm 1884. Ông tham gia vào công trình nghiên cứu khoa học đầu tiên với Ivan Petrovich Collong về đề tài độ lệch từ của kim nam châm trong các la bàn. Lý thuyết về từ tính và la bàn hồi chuyển trở thành một đề tài mà Krylov yêu thích trong suốt cả đời, về sau này ông đã xuất bản nhiều công trình khoa học quan trọng liên quan tới động lực học của la bàn. Krylov cũng là người thiết kế dromoscope, một thiết bị có khả năng tính toán độ lệch từ của la bàn. Ông là một người đi tiên phong về lĩnh vực la bàn hồi chuyển, người đầu tiên thiết lập nên một học thuyết hoàn chỉnh trong lĩnh vực này.
Sau vài năm công tác tại Cục Thủy văn Chính và tạu một xưởng đóng tàu thuộc Công ty đóng tàu Pháp-Nga, năm 1888 Krylov tiếp tục theo đuổi con đường học vấn tại Học viện Hải quân ở Sankt Peterburg. Tại đây, ông được đánh giá là một học viên tài năng, có triển vọng. Năm 1890 Krylov tốt nghiệp trước thời hạn nhưng vẫn tiếp tục theo học môn toán và lý thuyết về tàu thủy.
Danh tiếng đến với Krylov vào thập niên 1890, khi nghiên cứu của ông về "lý thuyết về chuyển động dao động của tàu thủy" - một nghiên cứu nhằm mở rộng thêm thuyết động lực học nổi của William Froude - được cộng đồng khoa học trên thế giới biết đến. Đây là nghiên cứu lý thuyết toàn diện đầu tiên trong lĩnh vực này. Năm 1898 Krylov được Viện Kỹ sư Hàng hải Hoàng gia trao tặng Huy chương vàng, đây là lần đầu tiên huy chương này được trao cho một người nước ngoài. Krylov cũng xây dựng nên học thuyết về việc giảm độ lắc lư cho tàu thủy đang trong tình trạng tròng trành, và cũng là người đầu tiên đề xuất sử dụng bộ phận giảm độ lắc lư theo nguyên tắc hồi chuyển, đây là thiết bị thông dụng nhất trong việc giảm xung chấn cho tàu thủy hiện nay.

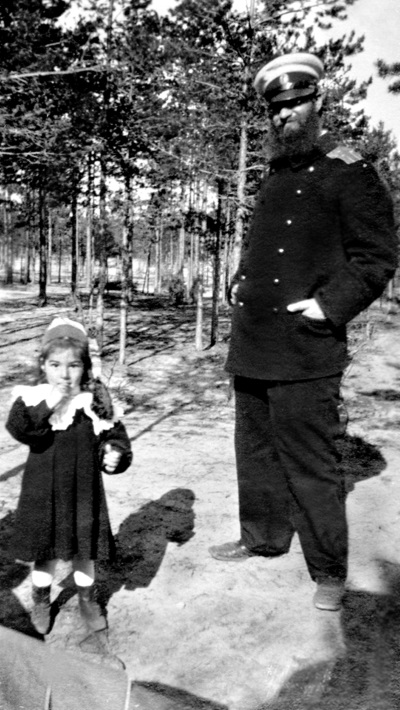
A. N. Krylov và con gái Anna năm 1904. Anna về sau là vợ của nhà khoa học Pyotr Leonidovich Kapitsa.

Sau năm 1900, Krylov cùng với Stepan Osipovich Makarov, đô đốc hải quân kiêm nhà hải dương học, tham gia nghiên cứu về khả năng chống chìm của tàu. Các kết quả nghiên cứu của hai người nhanh chóng được xem là "kinh điển" và được ứng dụng rộng rãi trên thế giới cho tới tận ngày này. Vài năm sau, Krylov tiếp tục viết một tác phẩm trình bày về ý tưởng của Makarov trong việc to fight the heel of a sinking ship bằng cách làm ngập nước những phần chưa bị hư hỏng. Ông nhận xét: "Dường như, đó là một điều ngớ ngẩn (đối với các sĩ quan hải quân) đến mức phải cần 35 năm... để thuyết phục (họ) rằng ý tưởng của người thanh niên 22 tuổi Makarov có ứng dụng thực tế to lớn".
Krylov nổi tiếng với tài lý luận sắc bén cũng như sự nhanh trí. Những lời phản bác và chỉ trích của ông nhằm vào triều đình và Duma Nga lúc đó đã trở nên lừng danh. Krylov là một cố vấn hải quân có năng lực và ông tự hào nói rằng những lời khuyên của mình giúp triều đình Nga tiết kiệm được một khoản tiền lớn hơn cả giá một chiếc dreadnaught.
Từ năm 1916, Krylov trở thành viện sĩ của Viện hàn lâm khoa học Nga. Năm sau (1917), Krylov đảm nhiệm chức vụ giám đốc điều hành của Hội đóng tàu và thương mãi Nga (Русское общество пароходостроительства и торговли). Sau Cách mạng Tháng Mười cùng năm, ông chuyển giao hết số tàu thủy của mình cho chính quyền Xô Viết và tiếp tục phục vụ trong ngành Hải quân. Năm 1921 Krylov tới Luân Đôn để thiết lập lại các mối quan hệ với giới khoa học ở đây và thực hiện công tác khoa học với tư cách là đại diện của nhà nước Xô Viết. Năm 1927 ông trở về Liên Xô.
Krylov là tác giả của hơn 300 công trình khoa học và sách. Nội dung của chúng khá rộng, bao hàm kỹ thuật đóng tàu, từ trường, pháo binh, toán học, thiên văn học và khoa đo đạc. His floodability tables have been used worldwide. Đồng thời, các công trình của ông về thủy động lực học có bao hàm lý thuyết nói về việc do chuyển của tàu bè trong vùng nước nông (ông là người đầu tiên lý giải và tính toán về sự tăng đáng kể của lực cản thủy động lực học đối với tàu trong vùnng nước nông) và lý thuyết về sóng đơn độc (soliton). Krylov đã xây dựng nên máy tính tích phân của phương trình vi phân thường đầu tiên của Nga vào năm 1904.
Vào năm 1931, Krylov xuất bản một bài nghiên cứu về một không gian con (subspace) - mà về sau được gọi là không gian con Krylov - cùng với một phương pháp toán học mang tên là phương pháp không gian con Krylov hay phương pháp lặp. Bài nghiên cứu đề cập đến các vấn đề về vectơ riêng, cụ thể là với sự tính toán hệ số của đa thức đặc trưng của một ma trận. Krylov bày tỏ sự quan tâm đến hiệu suất tính toán và, với tư cách là một nhà khoa học kế toán, ông xem the work như là một con số của nhiều phép nhân riêng biệt nhau - đây là một cách nhìn mới mẻ trong thờ điểm ông đang sốgn. Krylov bắt đầu bằng công việc so sánh kỹ lưỡng các phương pháp sẵn có bao hàm ước lượng worst-case-scenario trong thuật toán Jacobi. Ít lâu sau, ông giới thiệu phương pháp của riêng mình và nó được đánh giá là tốt hơn tất cả những phương pháp khác thời kỳ đó. Phương pháp của Krylov vẫn còn được sử dụng cho tới ngày nay.
Krylov cũng là người thực hiện và xuất bản tác phẩm của Isaac Newton tên là Các nguyên lý toán học của triết học tự nhiên (Philosophiæ Naturalis Principia Mathematica) bằng tiếng Nga vào năm 1915.
Aleksey Nikolaevich Krylo qua đời ở Leningrad vào ngày 26 tháng 10 năm 1945, chỉ vài tháng sau khi Cuộc chiến tranh vệ quốc vĩ đại kết thúc. Ông được mai táng tại Nghĩa trang Cemetery và mộ phần của ông nằm cách không xa nơi yên nghỉ của Ivan Petrovich Pavlov và Dmitri Ivanovich Mendeleev. Ông được đã được Nhà nước Liên Xô trao nhiều giải thưởng cho các thành tích khoa học của mình, tỉ như Giải thưởng Stalin (1941), 3 Huân chương Lenin, Anh hùng Lao động Xã hội chủ nghĩa (1943). Một miệng núi lửa trên mặt trăng cũng mang tên ông.
Trong một tự truyện của mình, Krylov miêu tả lĩnh vực nghiên cứu của ông là "đóng tàu, có nghĩa là ứng dụng Toán học vào nhiều vấn đề Hải dương học."

## Gia đình
Vợ của Krylov, bà Elisaveta Dmitrievna Dranitsyna là một người chị em họ của ông. Con gái của hai người, Anna, kết hôn với nhà vật lý Xô Viết Pyotr Leonidovich Kapitsa (1894-1984), người tìm ra hiện tượng siêu lỏng và từng đạt giải Nobel Vật lý. Trong số những người con của Pyotr và Anna có bao gồm cả nhà địa lý học Andrey Petrovich Kapitsa (1931–2001), người tìm ra hồ Vostok, hồ dưới mặt băng lớn nhất thế giới ở Nam Cực Sergey Petrovich Kapitsa (sinh năm 1928), một nhà vật lý và nhân khẩu học, người dẫn chương trình nổi tiếng của Nga "Khó tin nhưng có thật". A. K. Krylov và người con rể P. L. Kapitsa có mối quan hệ rất thân thiết.